# Tanya Hartgers
Tanya Hartgers (* im Rheinland) ist eine deutsche Autorin.

## Leben und Wirken
Seit 2007 lebt sie im Süden Niedersachsens in Hildesheim und ist im Medienbereich tätig.

## Auszeichnungen
2022 wurde sie für ihren Roman Crimson Dawn mit dem Phantastik-Literaturpreis Seraph in der Kategorie „Bester Independent-Titel“ ausgezeichnet.

## Veröffentlichungen
- Crimson Dawn., Books on Demand, Norderstedt, 2021, ISBN 978-3754312131
- Ancient Wrath , Books on Demand, Norderstedt, 2023, ISBN 978-3-7504-9434-3